# ویکتور ارمازابال
ویکتور ارمازابال (انگلیسی: Víctor Ormazábal؛ زادهٔ ۲ آوریل ۱۹۸۵) بازیکن فوتبال اهل آرژانتین است.
از باشگاه‌هایی که در آن بازی کرده‌است می‌توان به باشگاه فوتبال کادیس، باشگاه فوتبال مکابی حیفا، باشگاه فوتبال بوکا جونیورز، باشگاه فوتبال هانوی، و باشگاه ورزشی اربیل اشاره کرد.